# Vallauris
Vallauris – miejscowość i gmina we Francji, w regionie Prowansja-Alpy-Lazurowe Wybrzeże, w departamencie Alpy Nadmorskie.
Według danych na rok 1990 gminę zamieszkiwało 24 325 osób, a gęstość zaludnienia wynosiła 1865 osób/km² (wśród 963 gmin regionu Prowansja-Alpy-W. Lazurowe Vallauris plasuje się na 29. miejscu pod względem liczby ludności, natomiast pod względem powierzchni na miejscu 627.).

## Współpraca
Miejscowość partnerska:
- Auderghem, Belgia